# Памятник Николаю Чудотворцу (Батайск)
Памятник Николаю Чудотворцу — скульптурное бронзовое сооружение в городе Батайске Ростовской области. Автором скульптуры, открытой в 2008 году, стал Сергей Исаков.

## История
В Батайске 26 сентября 2008 года состоялось открытие памятника Николаю Чудотворцу. Николай родился около 280 года в христианской семье, его родителей звали Феофан и Нонна. Семья жила в городе Патары на южном побережье Малоазийского полуострова. Николай стал известен благодаря совершаемым им добрыми делами и чудесами.
Городскую скульптуру хорошо видно с городской площади, она дополняет архитектурно-скульптурный ансамбль города. Для изготовления памятника была использована бронза, сам процесс проходил в литейных мастерских Москвы. Высота памятника составляет 3 метра, его вес превышает тонну. В разных городах России есть памятники Николаю Чудотворцу, они установлены в Омске, Майкопе, Тамбове, Сергиевом Посаде, Ейске, на Чукотке и Курилах.
Памятник был открыт в рамках празднования дня города Батайска.
Открытие состоялось перед Домом культуры. Было согласовано назвать эту площадь именем святого. Открытие памятника Николаю Чудотворца было сделано в преддверии открытия храма этого святого.